# Molynx
Le Molynx est un drone MALE en développement par Alenia. Sa masse au décollage devrait être de 3 400 kg, pour une charge utile de 600 kg. Il fera 12 mètres de long pour 25 mètres d'envergure. Il plafonnera à 13 950 mètres avec 34 heures d'autonomie.